# Évolution territoriale des États-Unis

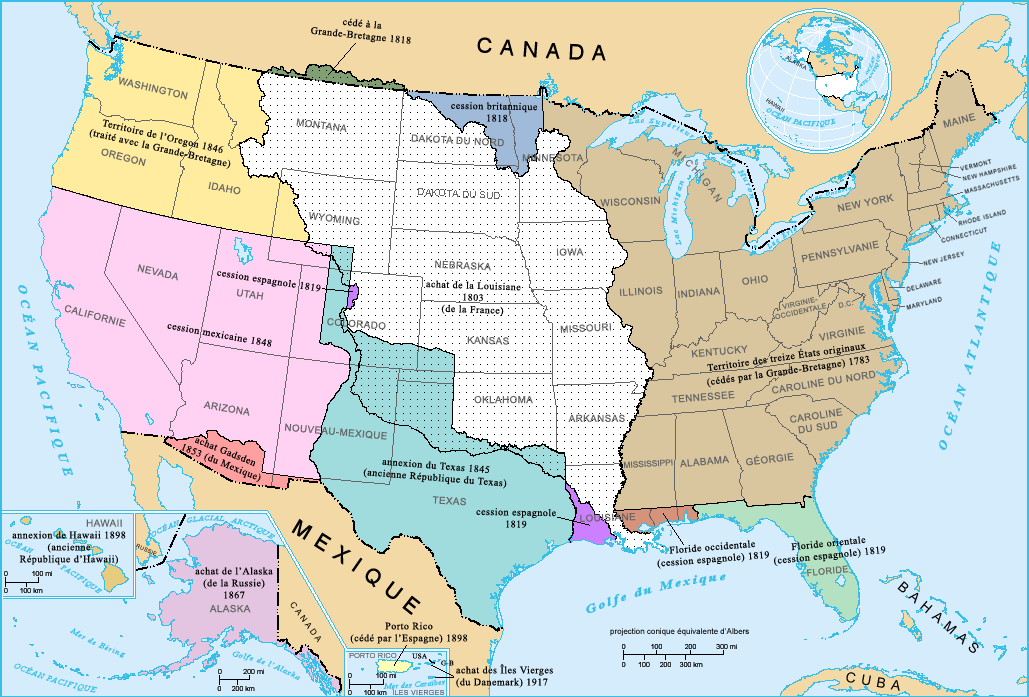
Synthèse de l'évolution territoriale

Cet article retrace la chronologie de l'évolution territoriale des États-Unis. Il liste les modifications géographiques intérieures et extérieures de ce pays.

## Vue d'ensemble
Après la déclaration d'indépendance de 1776, reconnue en 1783 par le traité de Paris, les États-Unis s'étendirent vers l'ouest, élargissant leur territoire à sept reprises, dont deux par incorporations majeures de colonies britanniques et espagnoles. L'union des treize États originaux s'accrût jusqu'à comprendre cinquante États, dont la plupart avaient débuté comme de simples territoires. De façon générale, après une expansion territoriale, des territoires organisés étaient créés à partir des zones nouvellement acquises, et les frontières de ces territoires étaient éventuellement modifiées avant leur accession au statut d'État. Seuls deux États, le Nevada et le Missouri, accrurent significativement leur superficie après leur accession, alors que quatre autres, le Massachusetts, la Caroline du Nord, le Texas et la Virginie, perdirent une partie de leur territoire, à chaque fois pour former de nouveaux États.

### XVIIIe siècle

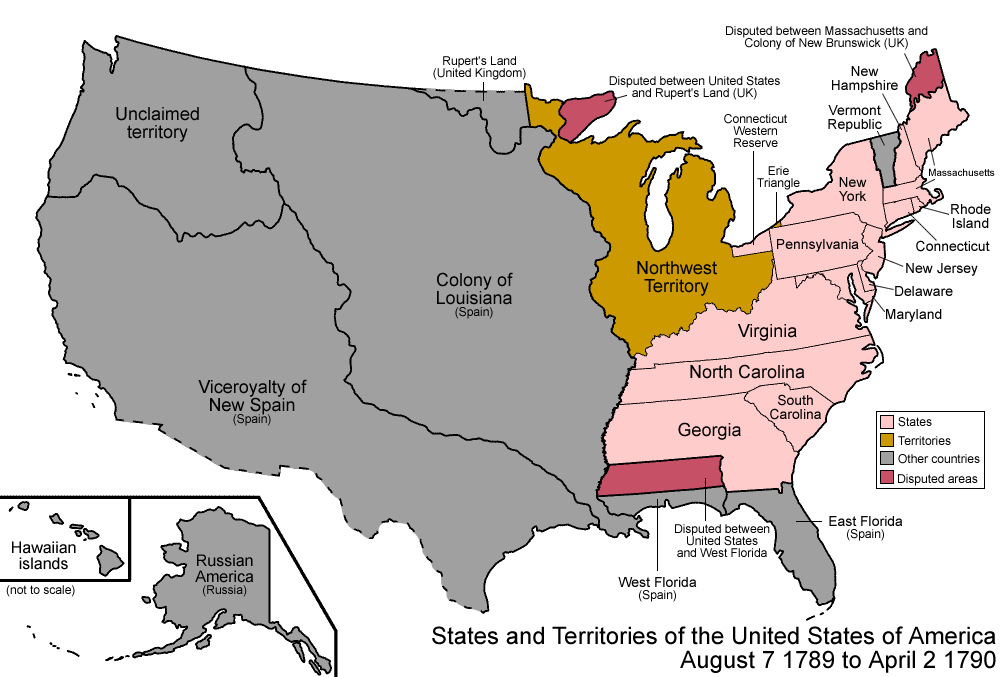
7 août 1789 - 2 avril 1790

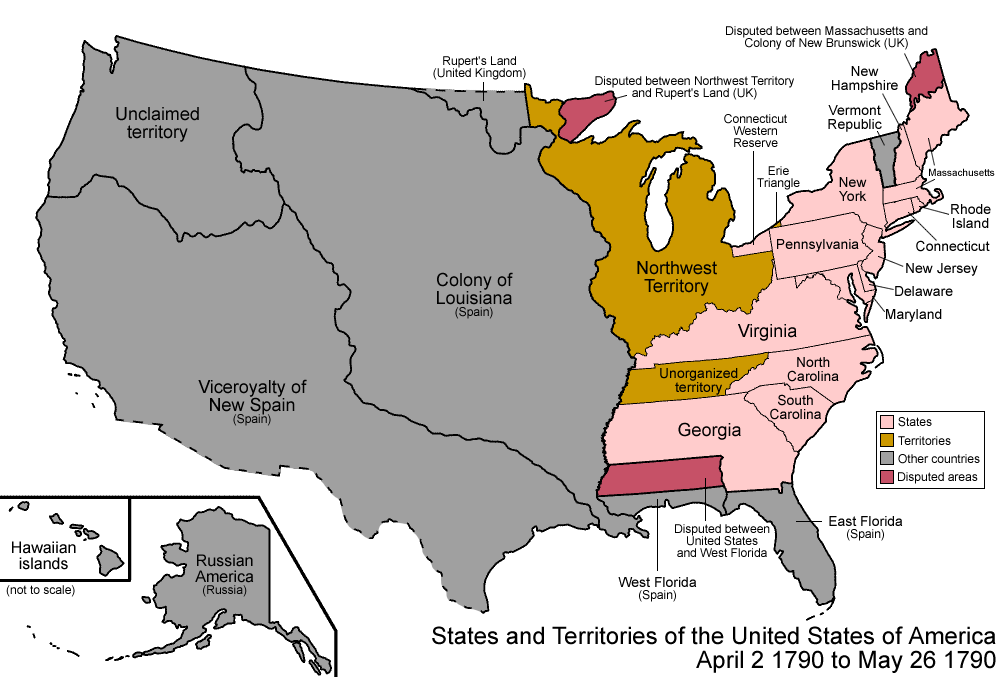
2 avril - 26 mai 1790

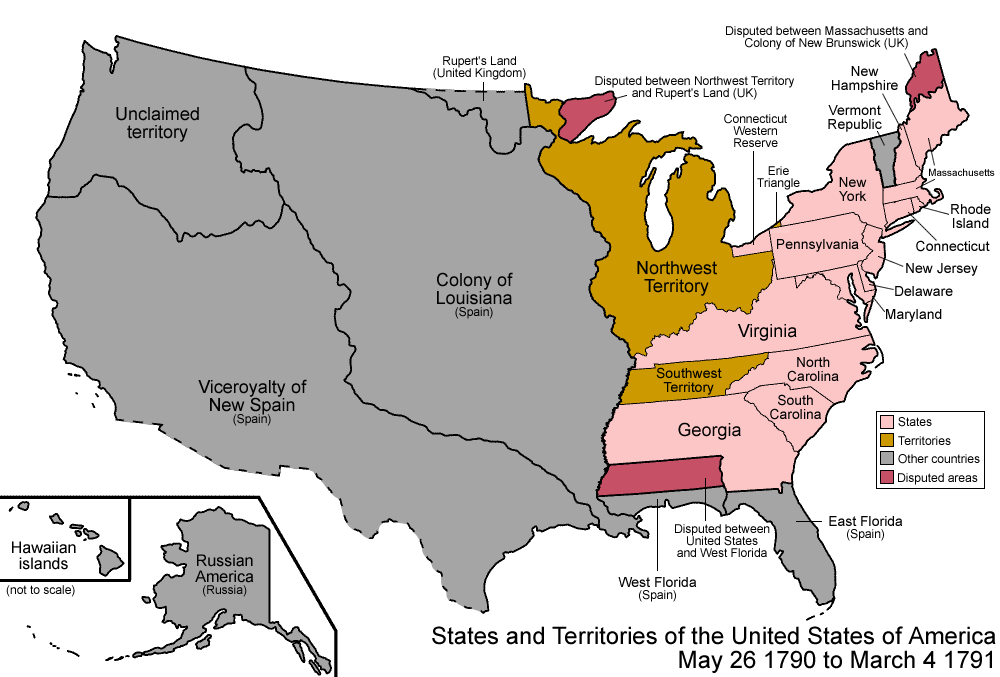
26 mai 1790 - 4 mars 1791

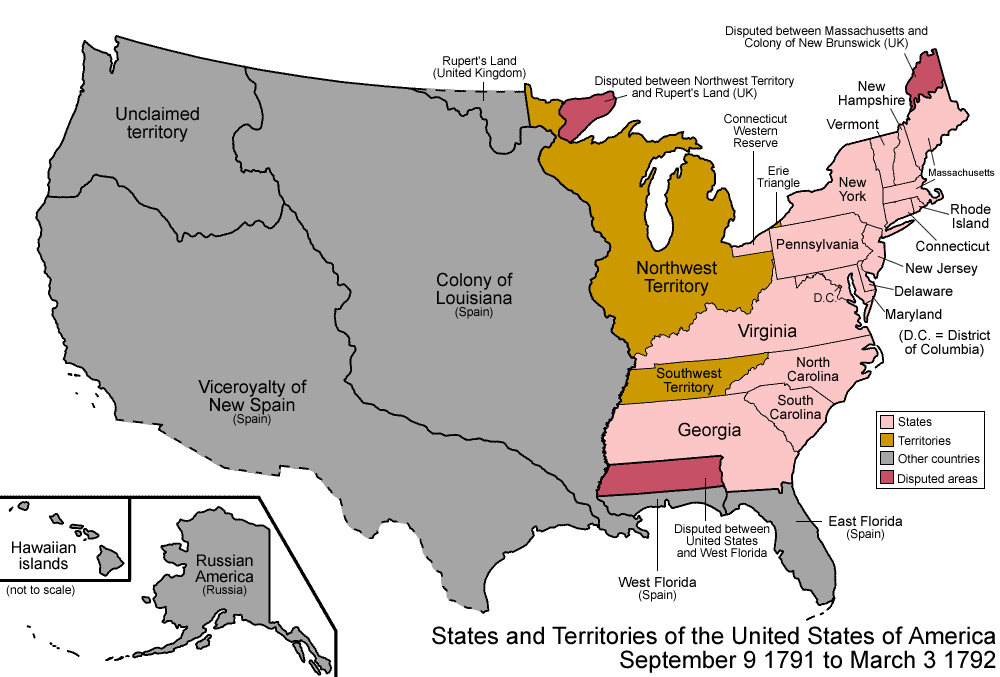
9 septembre 1791 - 3 mars 1792

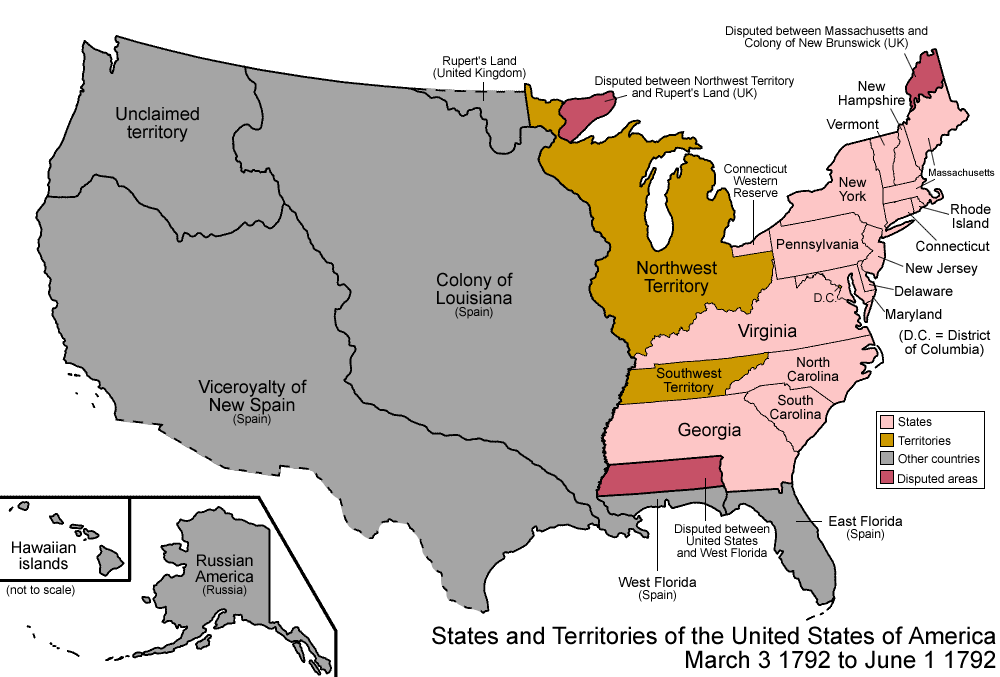
3 mars - 1er juin 1792

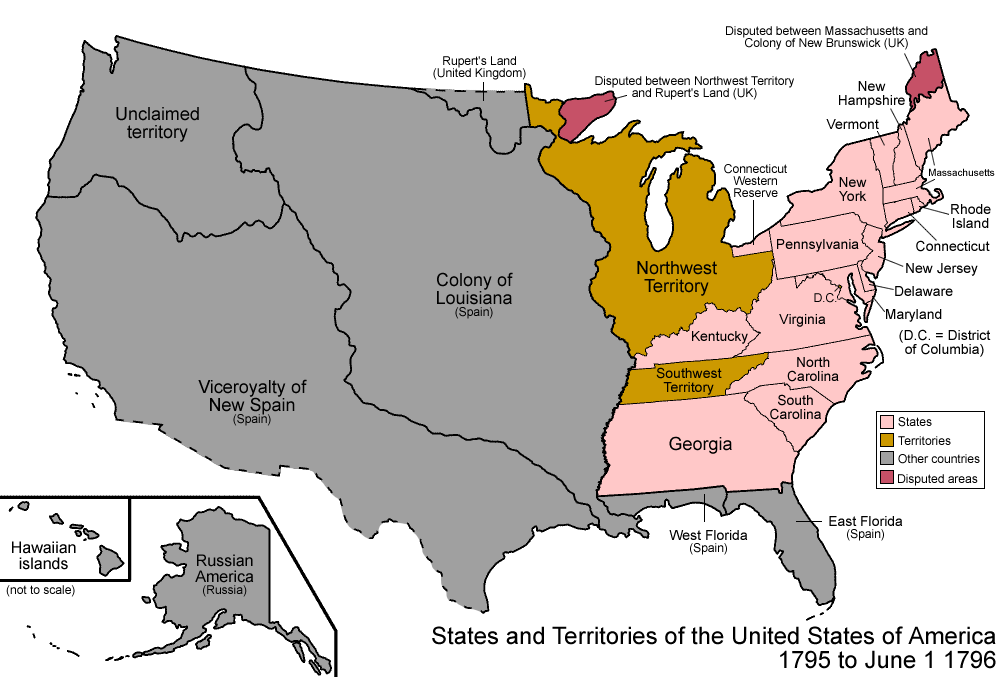
27 octobre 1795 - 1er juin 1796

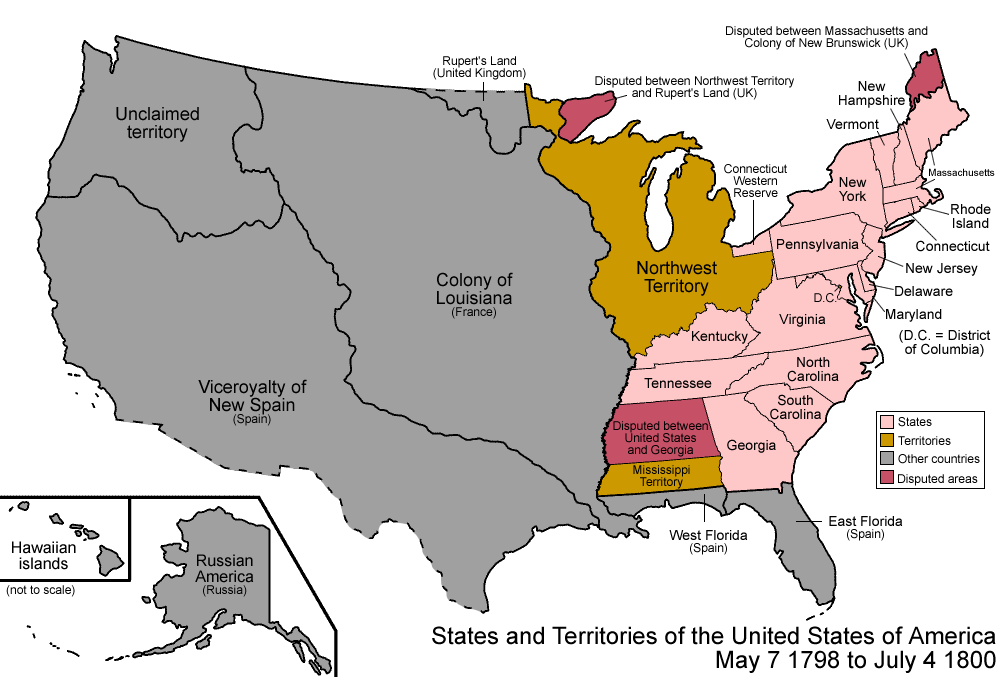
7 avril 1798 - 4 juillet 1800

#### Années 1800

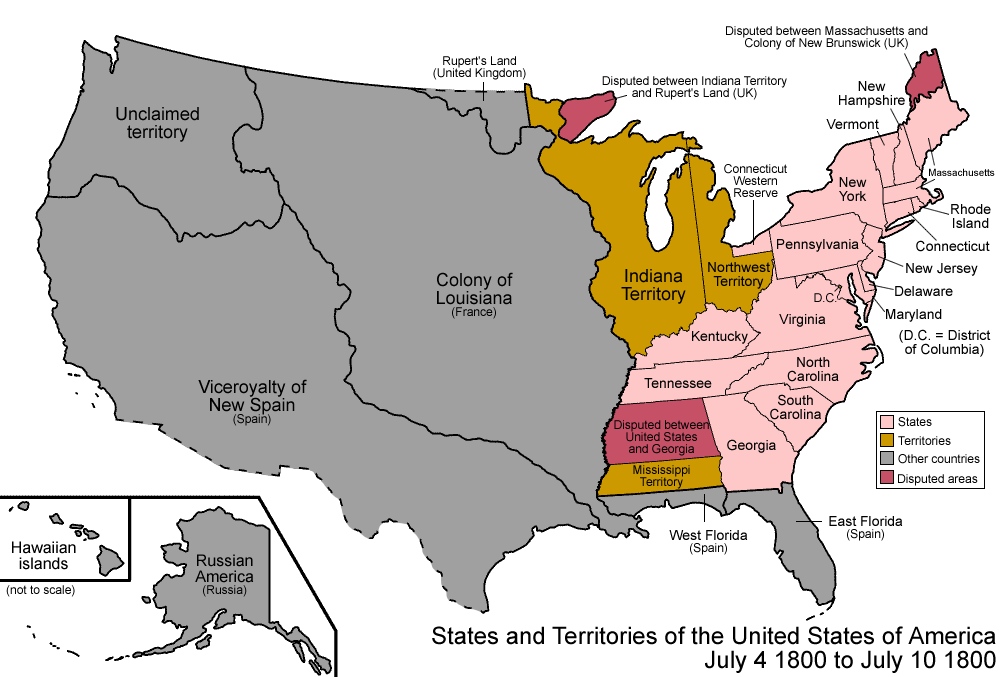
4 - 10 juillet 1800

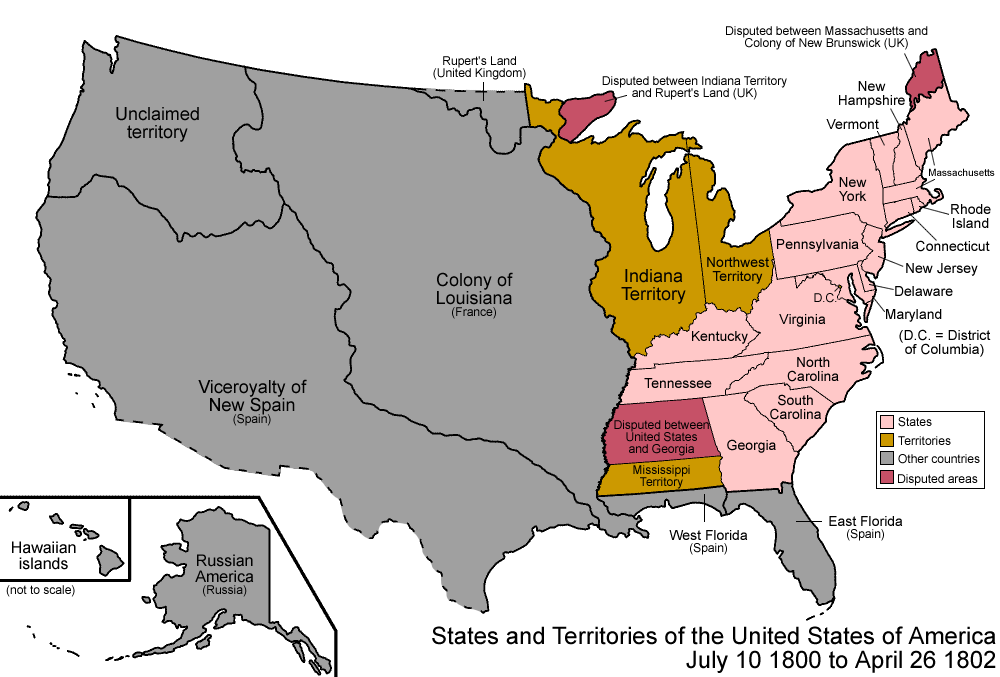
10 juillet 1800 - 26 avril 1802

### XIXe siècle

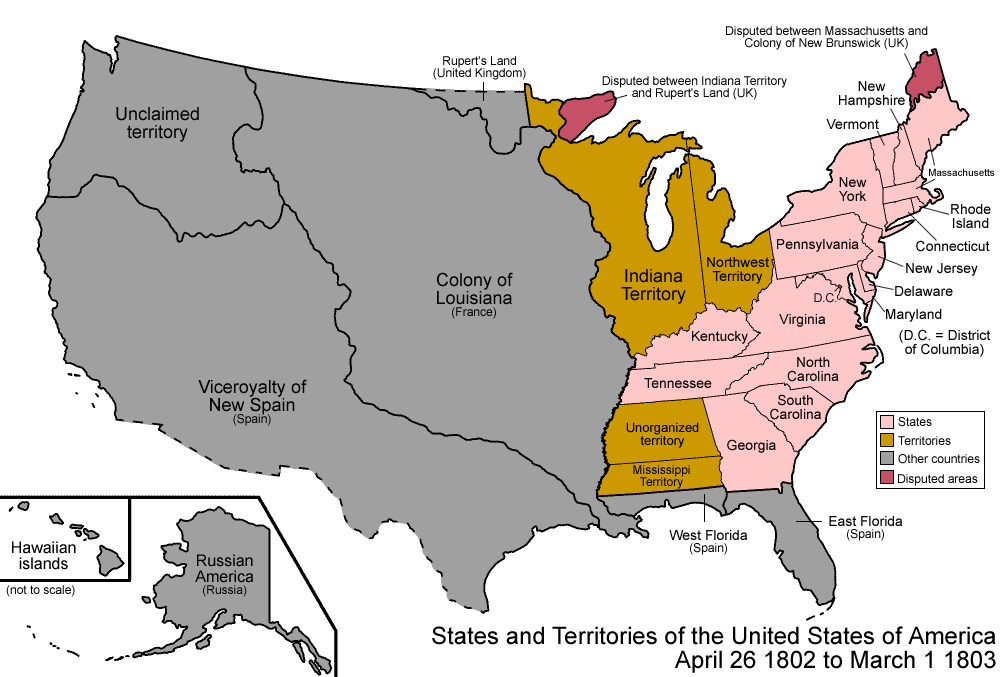
26 avril 1802 - 1er mars 1803

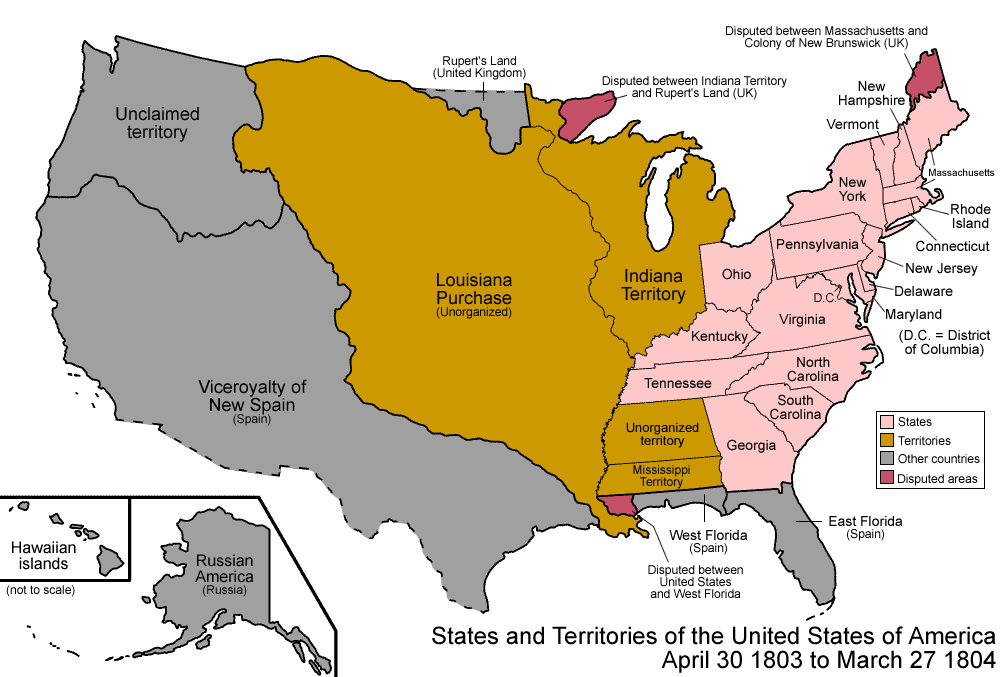
30 avril 1803 - 27 mars 1804

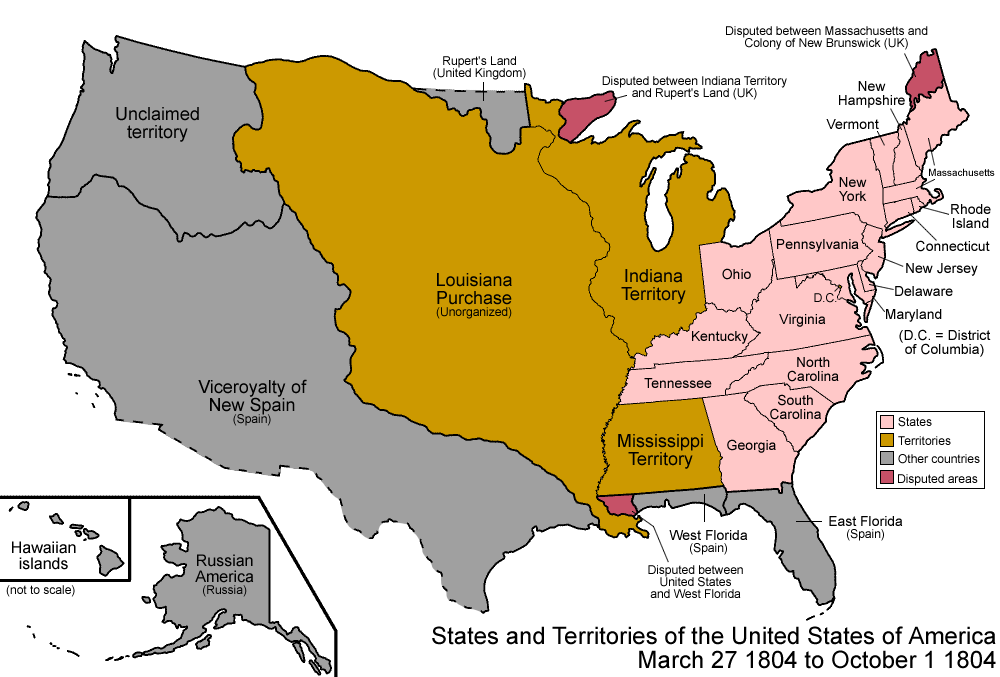
27 mars - 1er octobre 1804

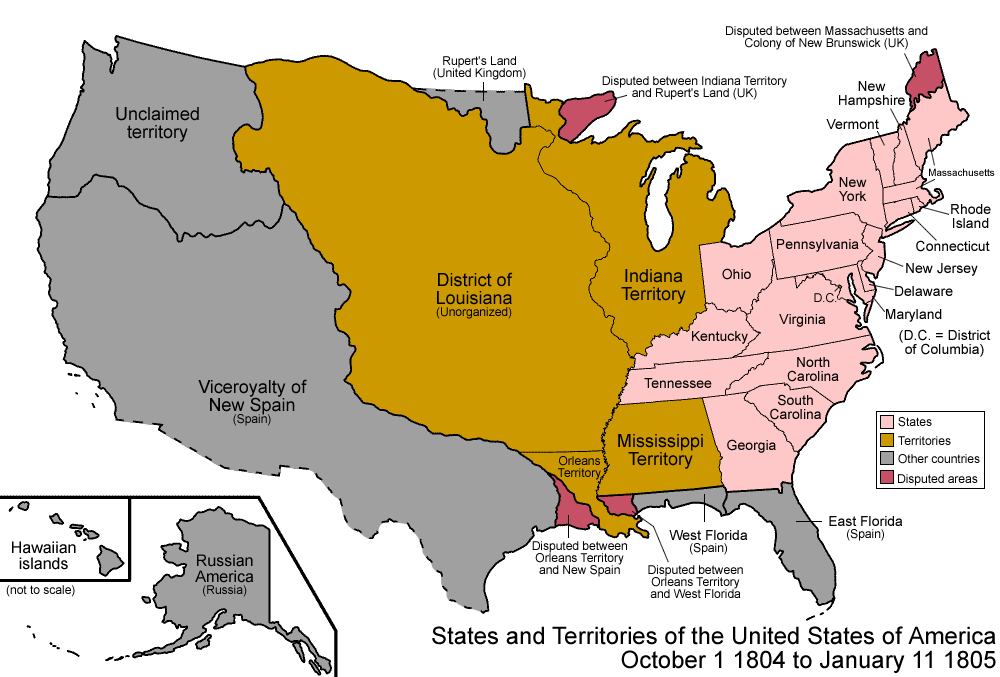
1er octobre 1804 - 11 janvier 1805

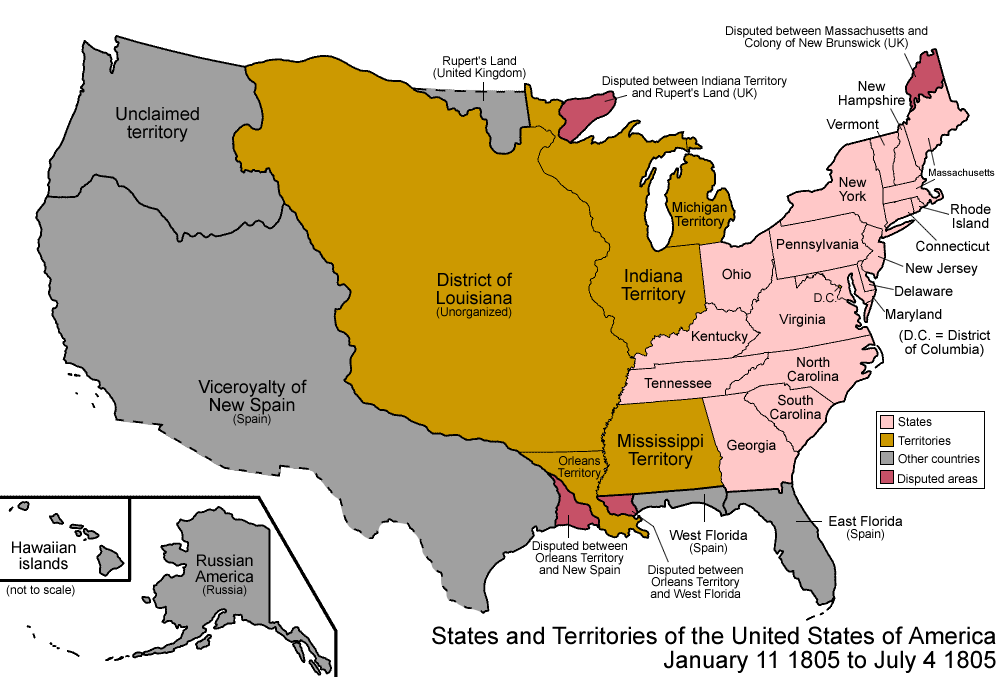
11 janvier - 4 juillet 1805

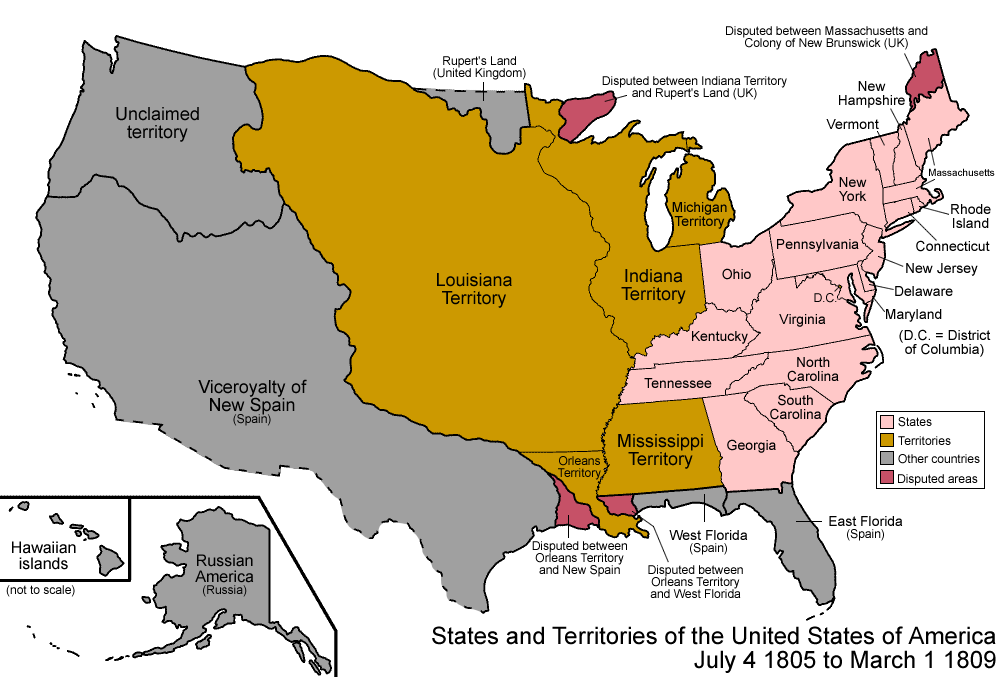
4 juillet 1805 - 1er mars 1809

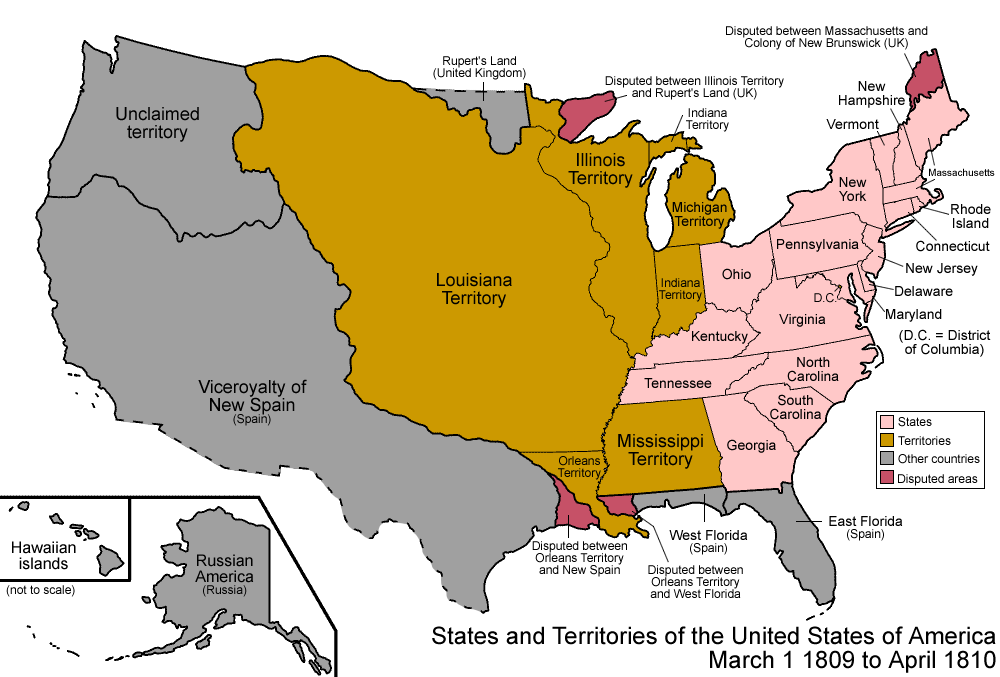
1er mars 1809 - avril 1810

#### Années 1810

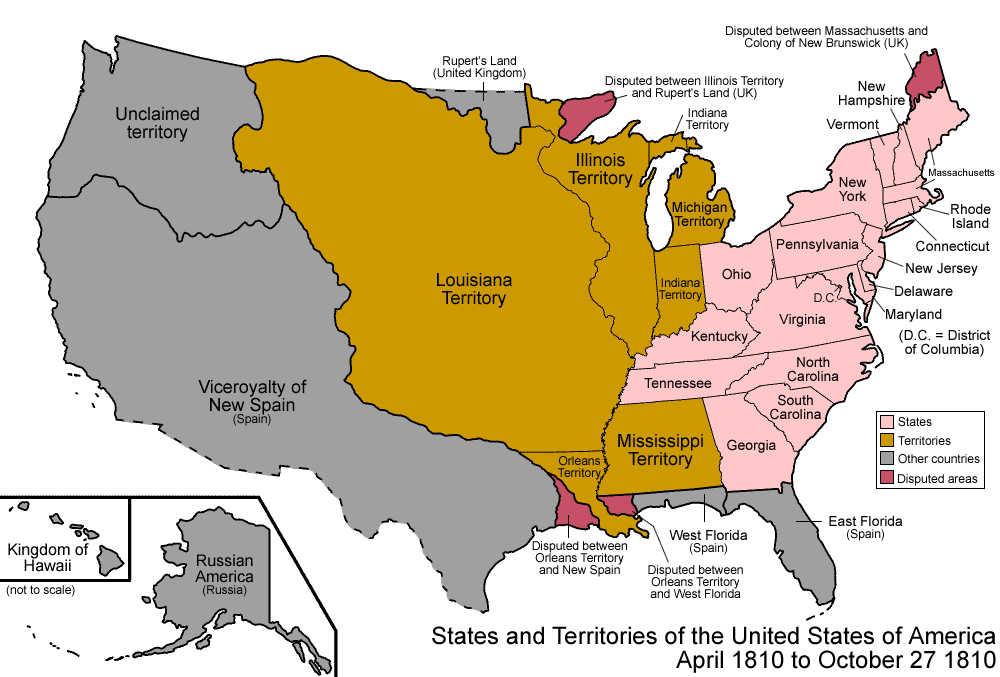
Avril 1810 - 27 octobre 1810

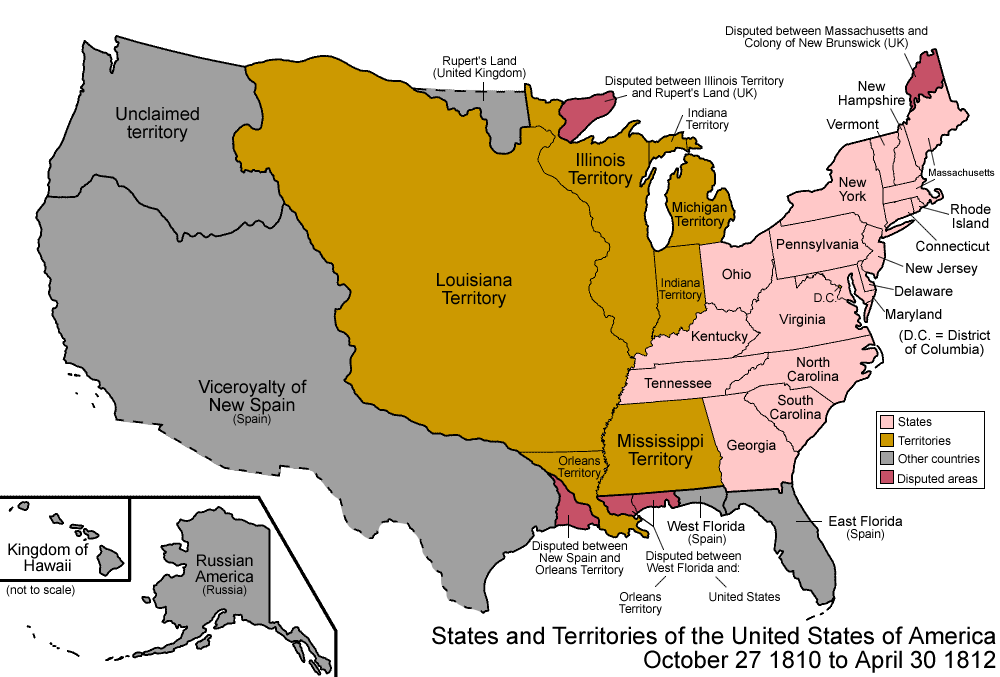
27 octobre 1810 - 30 avril 1812

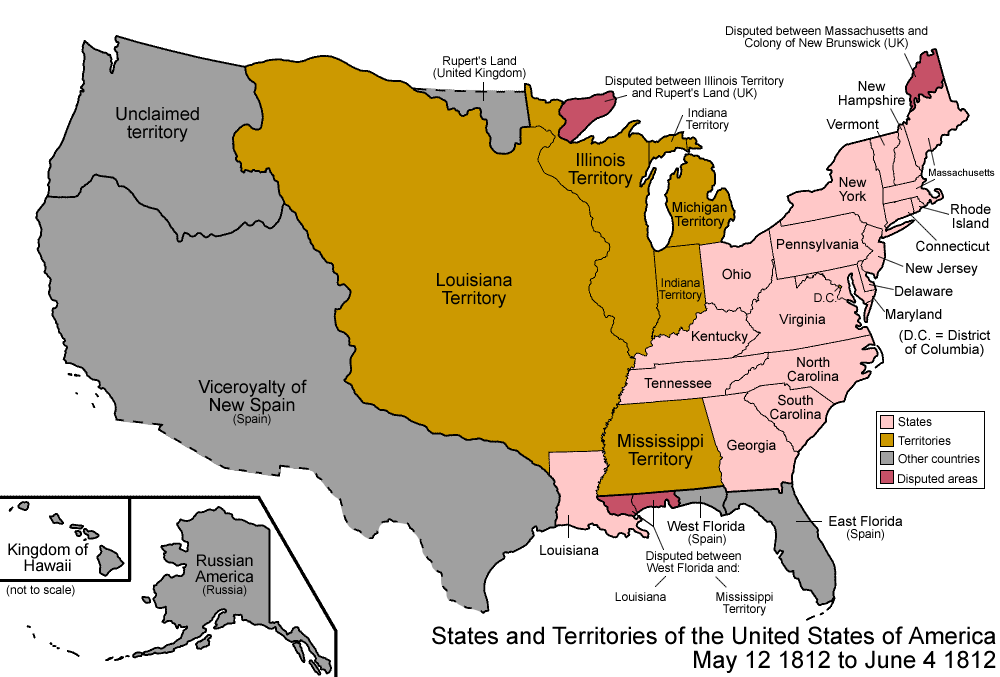
12 mai - 4 juin 1812

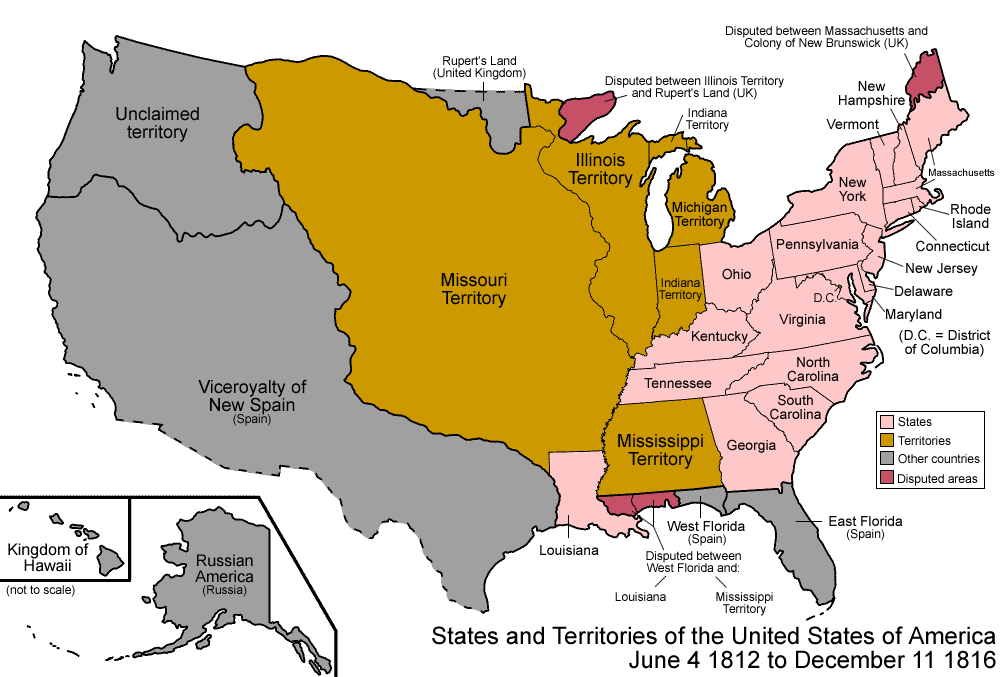
4 juin 1812 - 11 décembre 1816

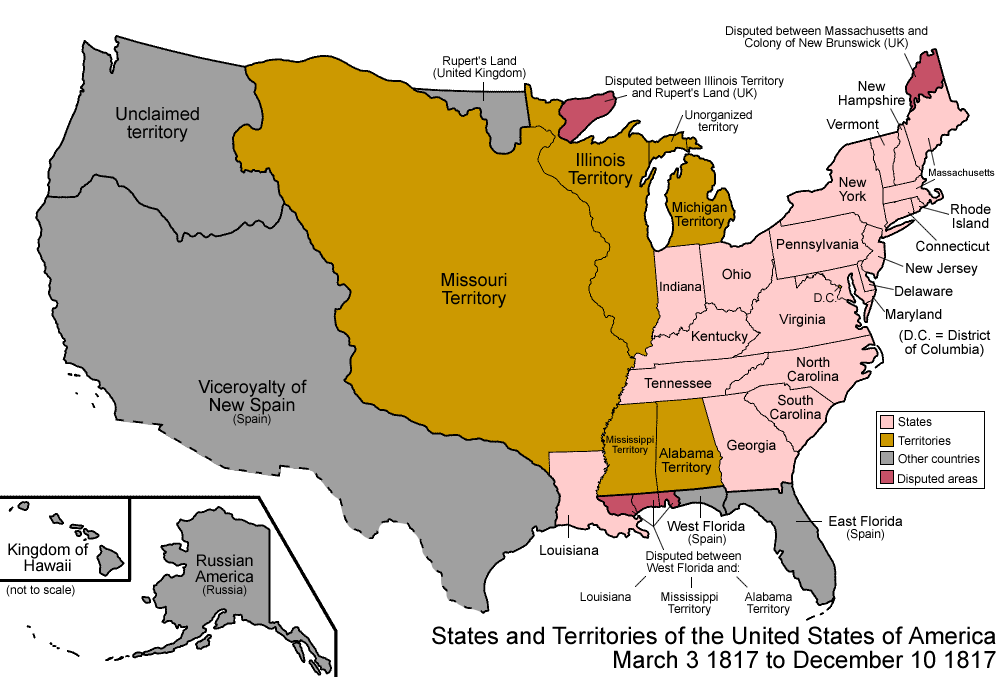
3 mars - 10 décembre 1817

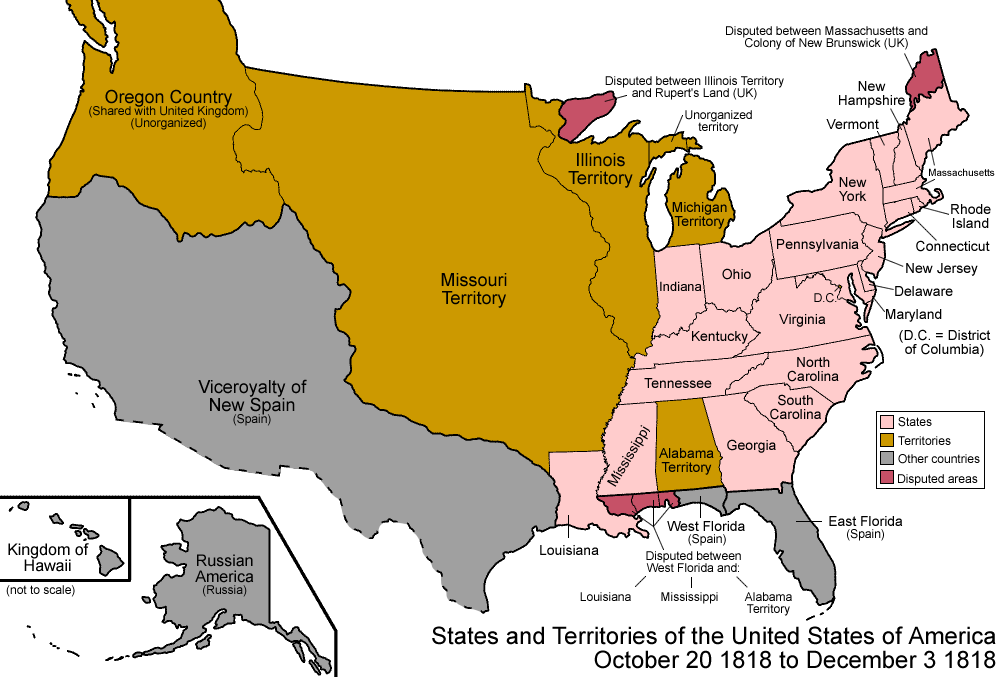
20 octobre - 3 décembre 1818

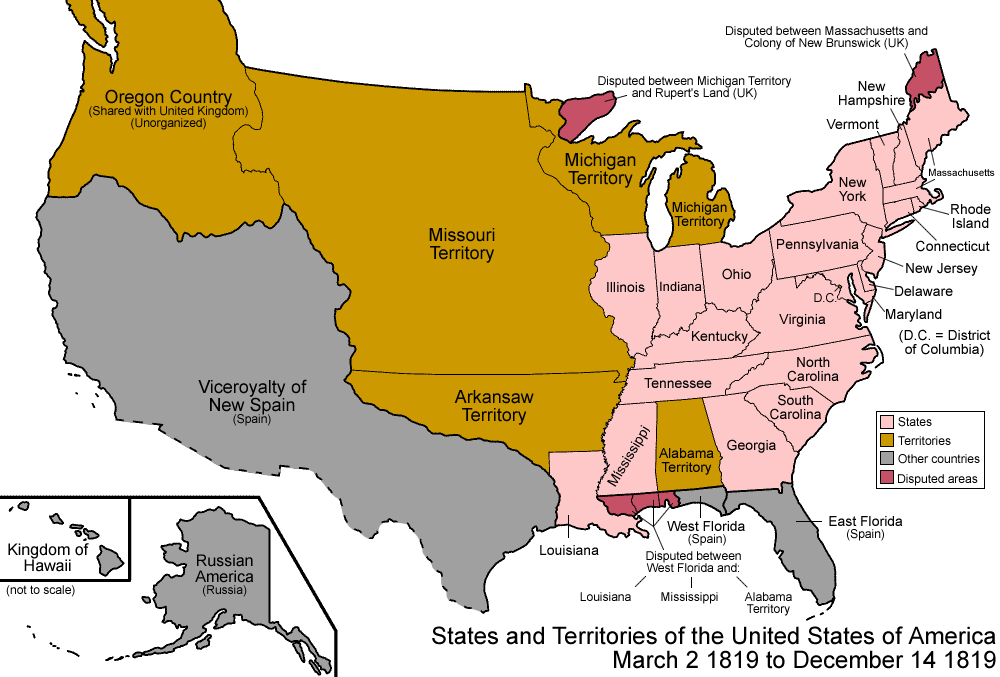
2 mars - 14 décembre 1819

#### Années 1820

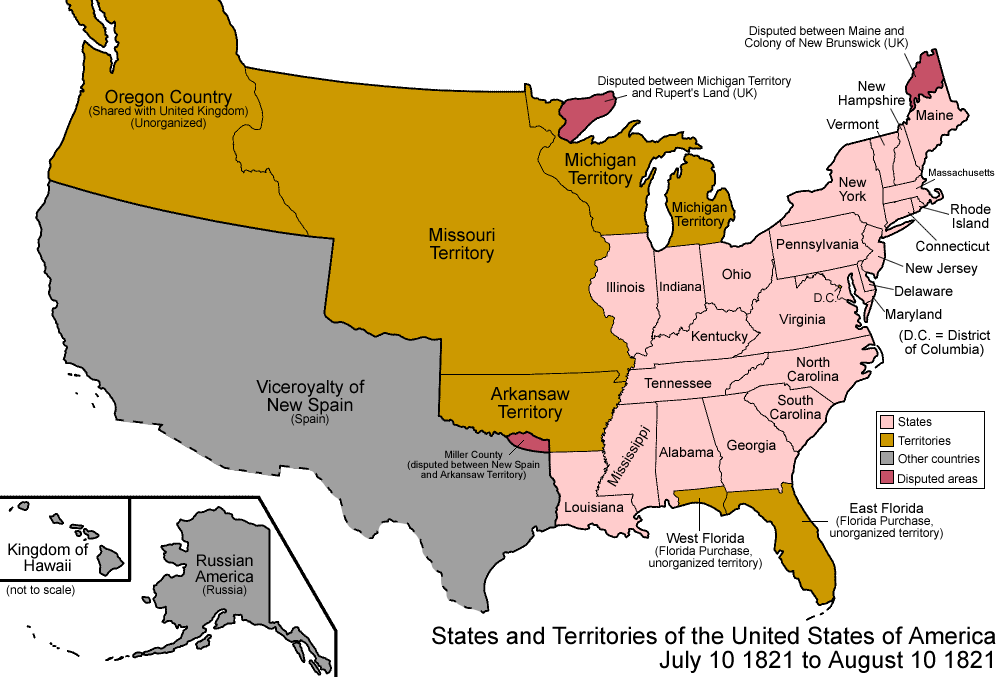
10 juillet - 10 août 1821

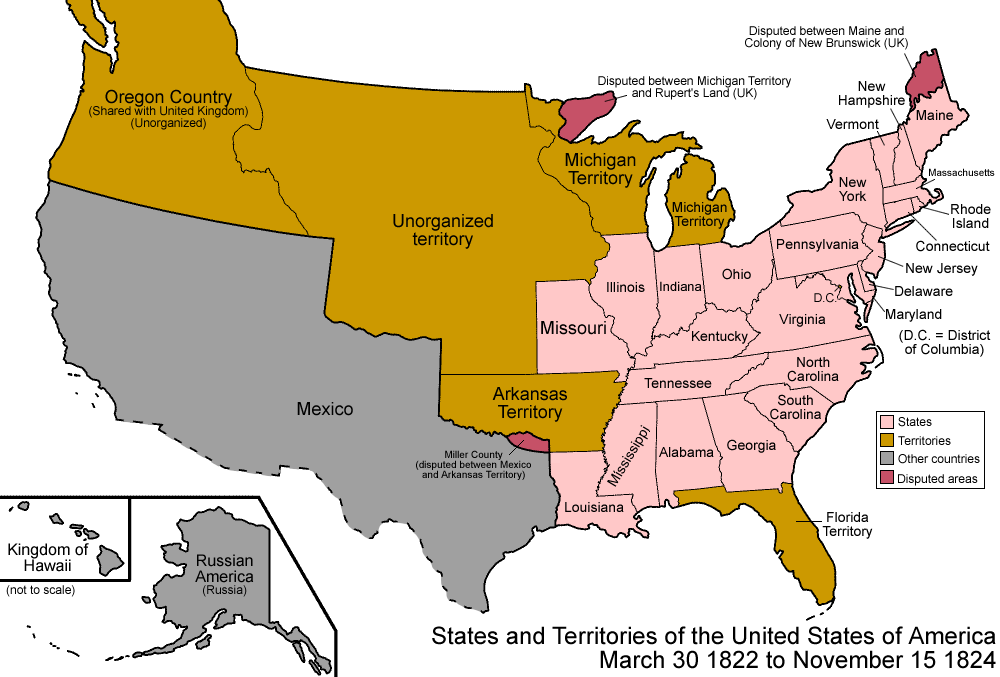
30 mars 1822 - 15 novembre 1824

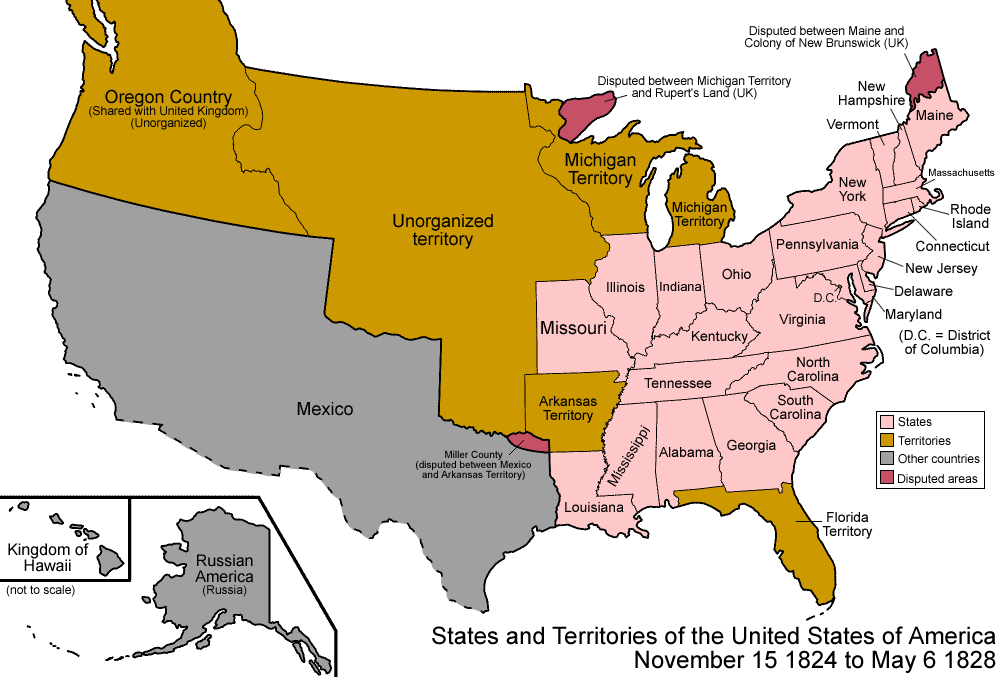
15 novembre 1824 - 6 mai 1828

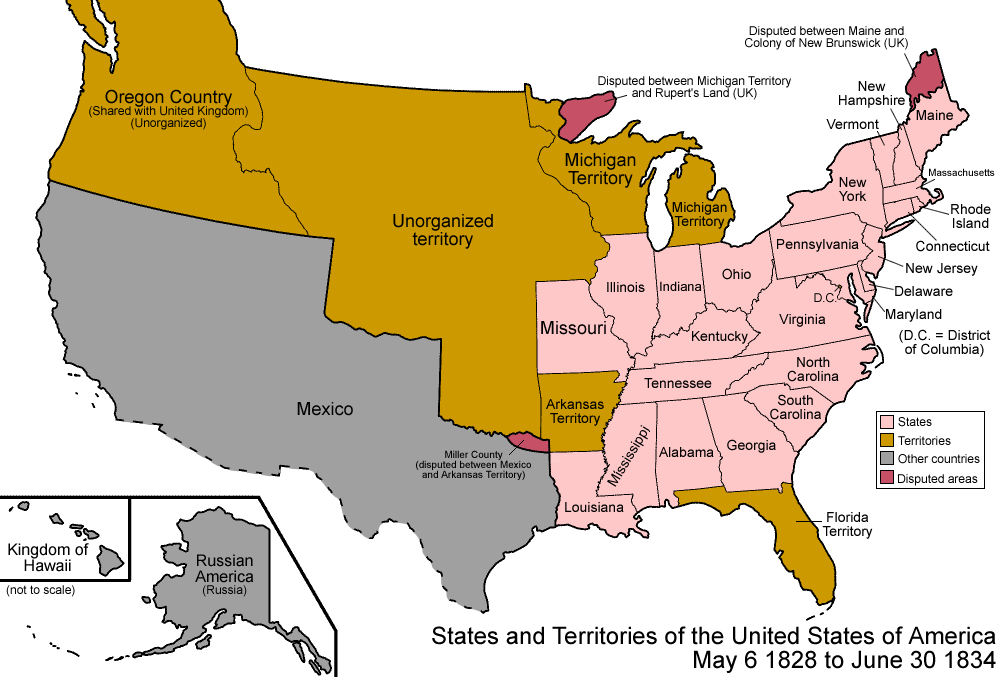
6 mai 1828 - 30 juin 1834

#### Années 1830

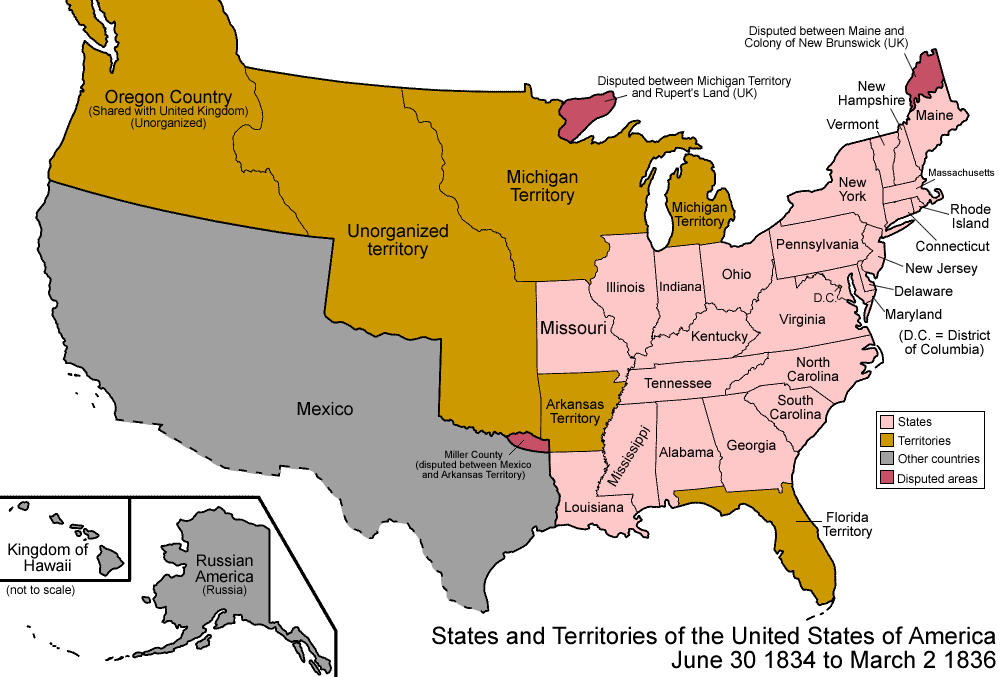
30 juin 1834 - 2 mars 1836

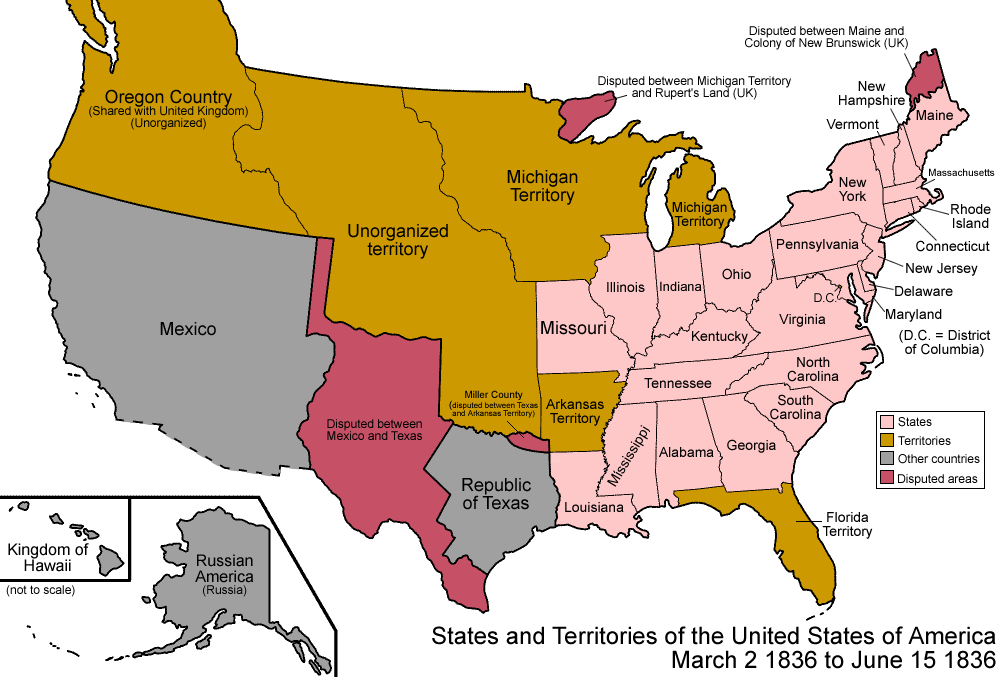
2 mars - 15 juin 1836

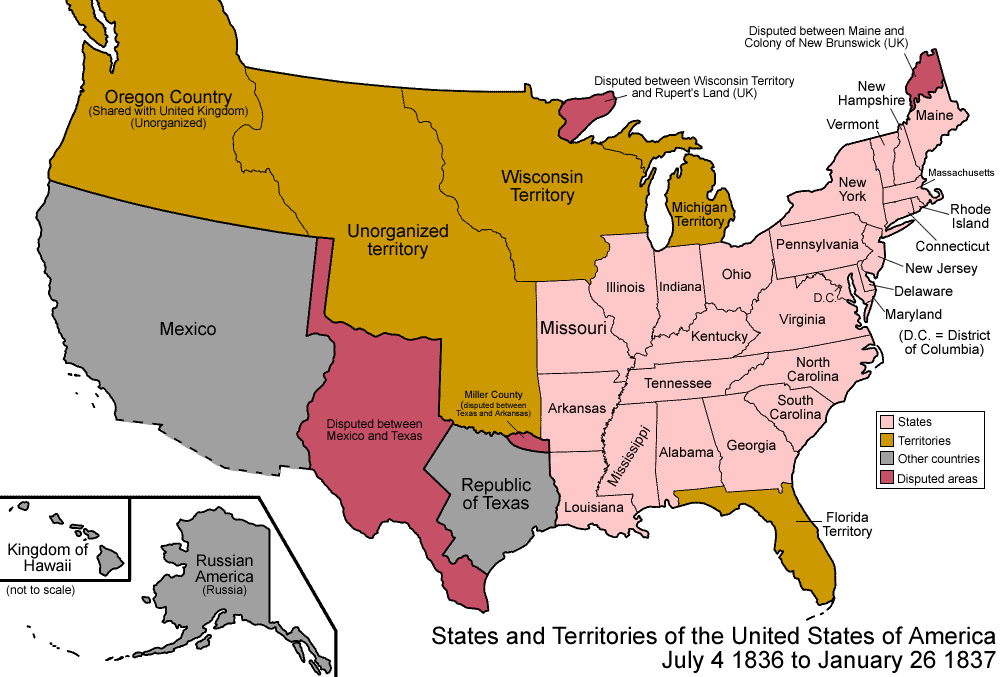
4 juillet 1836 - 26 janvier 1837

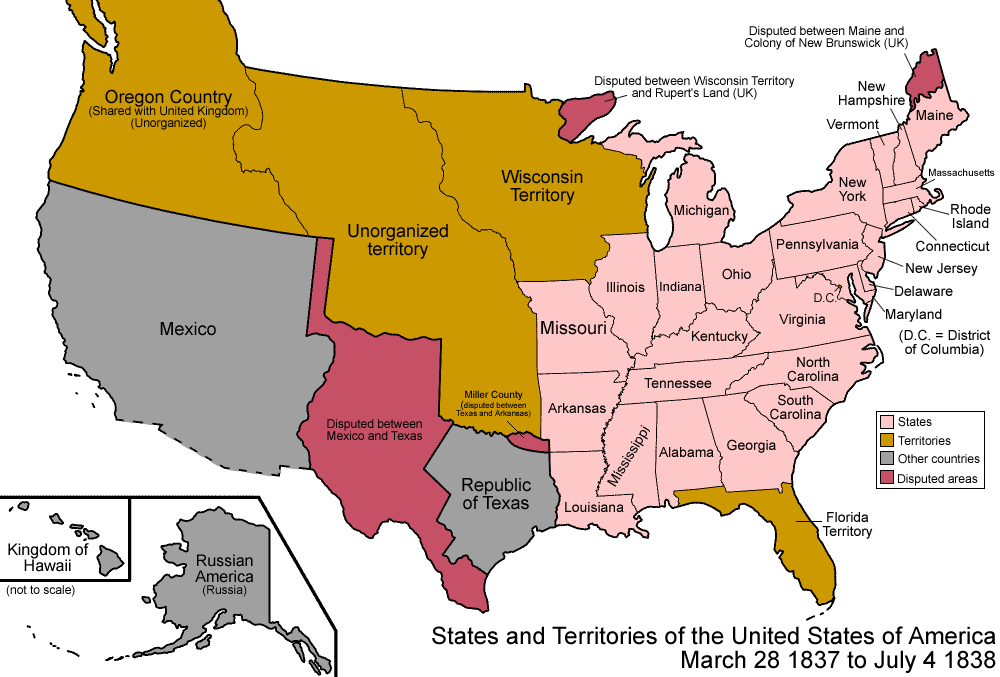
28 mars 1837 - 4 juillet 1838

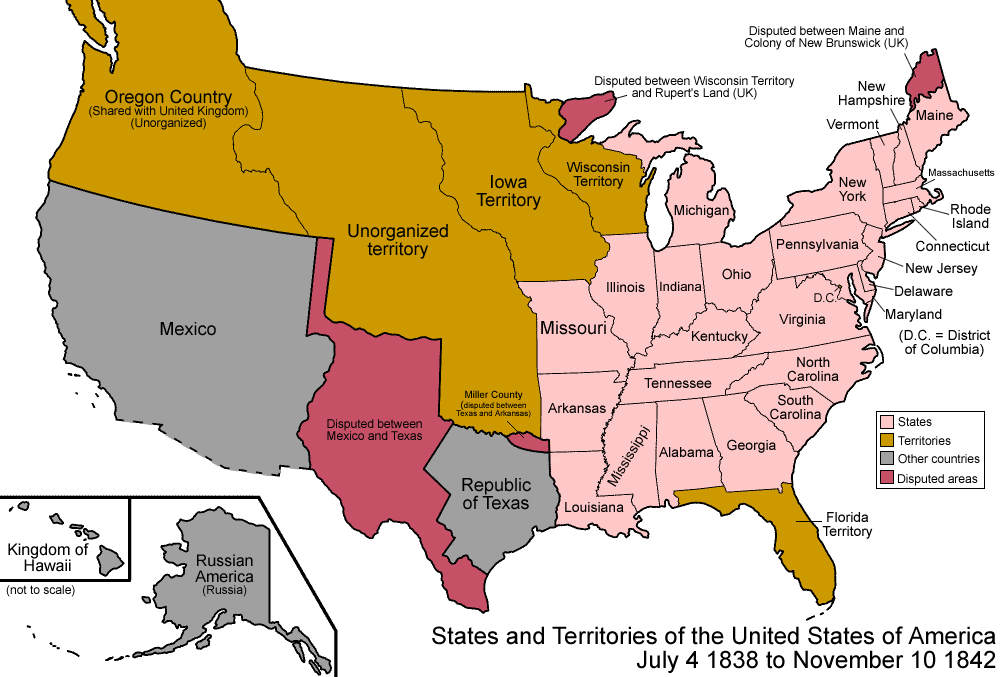
4 juillet 1838 - 10 novembre 1842

#### Années 1840

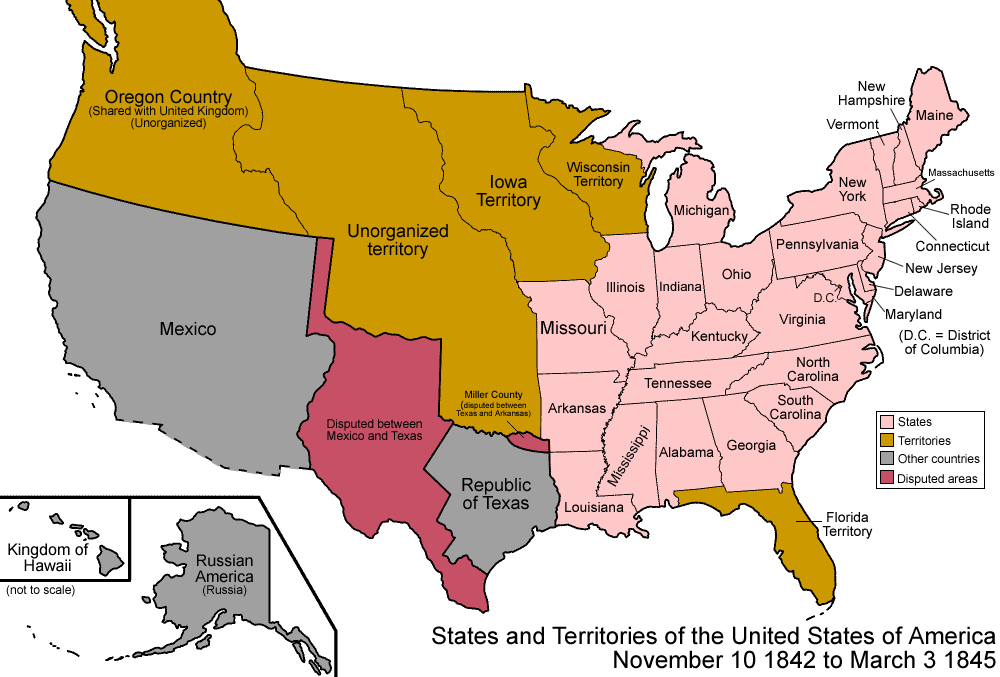
10 novembre 1842 - 3 mars 1845

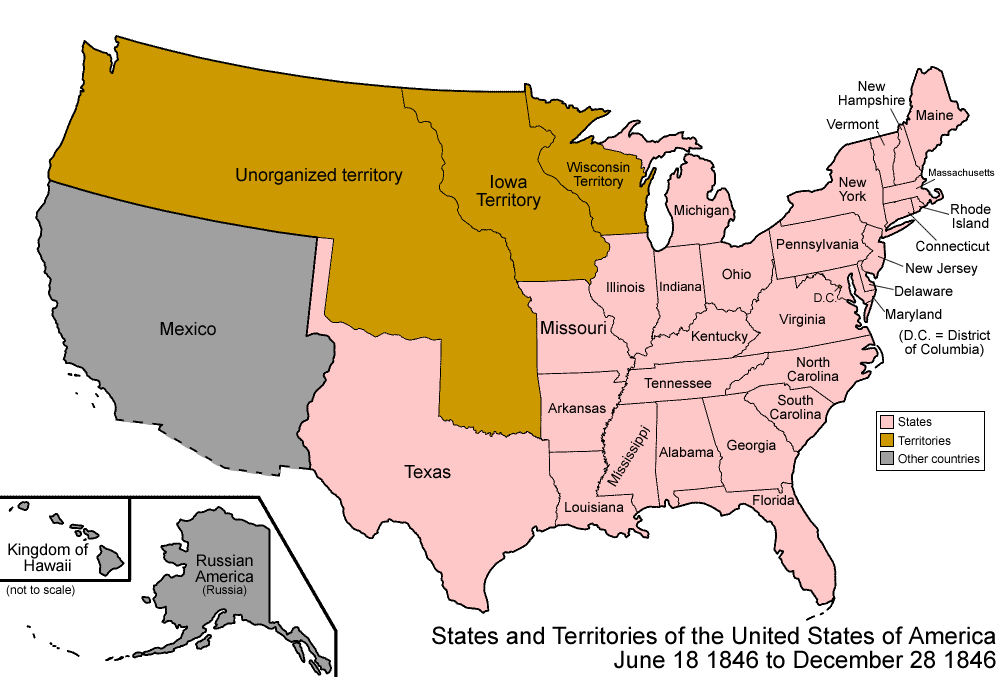
18 juin - 28 décembre 1846